# Coronel Suárez
Coronel Suárez és una ciutat argentina situada a la província de Buenos Aires. Així mateix, Coronel Suárez és la capçalera del partit homònim. La ciutat va ser fundada el 28 de maig de 1883 per Eduardo Casey, amb el nom en castellà de Sauce Corto, el nom del rierol que travessa la ciutat. Té un important patrimoni social, cultural i històric en els seus tres colònies d'alemanys del Volga.